# Liste entwidmeter Kirchen in der Evangelischen Kirche von Westfalen

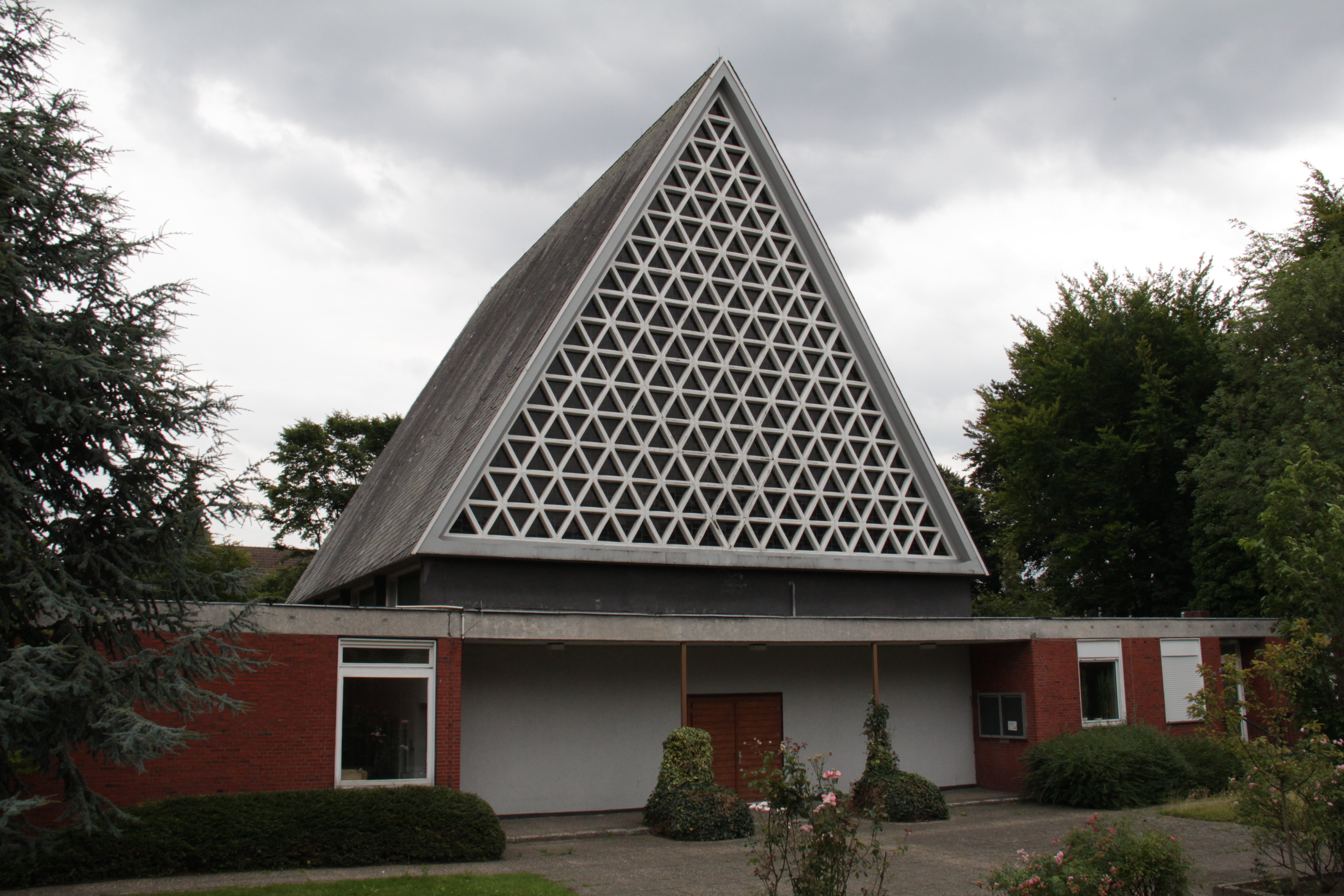
Ehemalige Versöhnungskirche in Münster

Die Liste entwidmeter Kirchen in der Evangelischen Kirche von Westfalen führt Kirchengebäude der Evangelischen Kirche von Westfalen auf, die entwidmet oder umgeweiht wurden. Sie wurden oder werden verkauft, umgebaut oder abgerissen.
| Ort                              | Name                               | entwidmet / geschlossen | Bemerkungen | Abbildung |
| -------------------------------- | ---------------------------------- | ----------------------- | --- | --------- |
| Ahlen                            | Neustadtkirche                     | 2015                    | 1926 erbaut, 2015 entwidmet |           |
| Ahlen                            | Gemeindezentrum Dolberg            | 2015                    | 2015 entwidmet, Altarkreuz und Abendmahlsgeräte in katholische St.-Lambertus-Kirche überführt, wo Gottesdienste stattfinden                      |           |
| Altena                           | Paul-Gerhardt-Kirche               |                         | abgerissen |           |
| Altena                           | Melanchthonkirche                  | 2004                    | geschlossen, zu Wohnhaus umgebaut |           |
| Arnsberg                         | Erlöserkirche                      | 2015                    | 1967 erbaut, bis 2015 als Kirche genutzt, 2016 als Flüchtlingsunterkunft umgebaut                                                                |           |
| Bad Berleburg-Aue                | Ev. Kirche                         | 2011                    | bis 2011 als Kirche genutzt, Juni 2011 letzter Gottesdienst, 2011 verkauft und später von einer Werbeagentur genutzt                             |           |
| Bielefeld                        | Paul-Gerhardt-Kirche               | 2007                    | bis 2007 als Kirche genutzt, 2008 zur Synagoge Beit Tikwa umgebaut                                                                               |           |
| Bielefeld                        | Martini-Kirche                     | 2005                    | 1896–98 erbaut, 2005 zu Restaurant umgebaut |           |
| Bochum-Querenburg                | Apostelkirche                      | 2012                    | in den 1970er Jahren erbaut, 2012 entwidmet |           |
| Bottrop                          | Auferstehungskirche                | 2025                    | 2025 entwidmet; als Kita genutzt |           |
| Brilon                           | Kapelle Brilon-Wald                | 2008                    | 1953/54 erbaut, 2008 entwidmet |           |
| Dortmund-Dorstfeld               | Evangelische Kirche Dorstfeld      | 2013                    | 1903–05 erbaut, entwidmet, heute „Eventkirche“                                                                                                   |           |
| Dortmund-Körne                   | Matthäus-Kirche                    | 1992                    | 1961–63 erbaut, 1992 Schließung beschlossen, 1997 gesprengt                                                                                      |           |
| Drensteinfurt-Rinkerode          | Friedenskirche                     | 2014                    | 1968 erbaut, entwidmet, 2016 Abriss |           |
| Gelsenkirchen                    | Auferstehungskirche                | 2011                    | 1911 erbaut, entwidmet |           |
| Gütersloh-Blankenhagen           | Epiphaniaskirche                   |                         | Nachnutzung als Kindergarten |           |
| Gütersloh-Blankenhagen           | Jakobuskirche                      | 2007                    | 1972 errichtet, entwidmet, Nachnutzung als Werkstatt für geistig und seelisch behinderte Menschen                                                |           |
| Gütersloh-Kattenstroth           | Lukaskirche                        | 1999                    | 1966–68 erbaut, seit 1999 von einer syrisch-orthodoxen Gemeinde genutzt                                                                          |           |
| Gütersloh-Kattenstroth           | Trinitatiskirche                   | 2007                    | entwidmet, zu betreuten Wohnungen umgebaut |           |
| Hemer-Westig                     | Thomaskirche                       | 2007                    | 1966 eingeweiht; entwidmet und an Baptistengemeinde verkauft                                                                                     |           |
| Herford                          | Volkeninghaus                      |                         | an Freie Evangelische Gemeinde verkauft |           |
| Herford-Falkendiek               | Trinitatiskirche                   | 2008                    | 1934/62 erbaut, 2008 entwidmet, 2009 an Bestattungsunternehmen verkauft                                                                          |           |
| Herne-Horsthausen                | Pantringshof, Paul-Gerhardt-Kirche | 2007                    | 1957 eingeweiht, 2007 entwidmet, 2010 abgerissen                                                                                                 |           |
| Langenberg-Benteler              | Versöhnungskirche                  | 2007                    | geschlossen, heute als Wohnhaus genutzt |           |
| Lichtenau-Atteln                 | Kirchsaal in der Burg              |                         | entwidmet |           |
| Lüdenscheid                      | Auferstehungskirche                | 2016                    | 1955/56 erbaut, 24. Juni 2016 letzter Gottesdienst, zum Verkauf oder zur Vermietung angeboten                                                    |           |
| Marl-Brassert                    | Erlöserkirche                      | 2015                    | entwidmet, Nachnutzung als Kulturzentrum geplant                                                                                                 |           |
| Marl-Hamm                        | Lutherkirche                       | 2015                    | entwidmet, Abriss geplant |           |
| Meinerzhagen-Hunswinkel          | Kirche                             |                         | 1967 erbaut, geschlossen |           |
| Meschede                         | Johanneskirche                     | 2018                    | 1964 eingeweiht, 2018 entwidmet, an privat verkauft und zum Ferienhaus umgebaut                                                                  |           |
| Münster                          | Versöhnungskirche                  | 2007                    | entwidmet, verkauft, Abriss geplant |           |
| Münster-Roxel                    | Nikolaikirche                      | 2019                    | 2019 abgerissen |           |
| Netphen-Werthenbach              | Kirche                             | 2013                    | um 1958 erbaut, entwidmet |           |
| Rheine                           | Paul-Gerhardt-Kirche               |                         | 1965 erbaut, 1999 zurückgebaut; Glocken und Orgel kamen in die Kirche St. Katharinen (Kiew)                                                      |           |
| Rietberg-Mastholte               | Gnadenkirche                       | 2011                    | in den 1950er Jahren erbaut, entwidmet |           |
| Schalksmühle                     | Kreuzkirche                        | 2021                    | 31. März 2021 Entwidmungsgottesdienst, an die politische Gemeinde Schalksmühle verkauft, Nachnutzung als Veranstaltungsstätte für Kultur geplant |           |
| Schalksmühle-Dahlerbrück         | Christuskirche                     | 2020                    | 16. September 1962 eingeweiht, 15. November 2020 Entwidmungsgottesdienst, Verkauf geplant                                                        |           |
| Soest                            | Brunsteinkapelle                   | 2004                    | seit 1998 als Kunstatelier und Ausstellungsraum genutzt                                                                                          |           |
| Sprockhövel-Obersprockhövel      | Kirche im Grünen                   | 2006                    | 1956 eingeweiht, geschlossen, zum Wohnhaus umgebaut                                                                                              |           |
| Sundern                          | Lukaskirche                        | 2019                    | 1950 als Bartning-Notkirche erbaut, 2019 abgerissen und durch Neubau ersetzt                                                                     |           |
| Sundern-Langscheid               | Markuskirche                       | 2015                    | 1965 erbaut |           |
| Westerkappeln-Handarpe           | Evangelische Kirche                |                         | 1965 erbaut, im Mai 2019 letzter Gottesdienst, 2021 gesprengt                                                                                    |           |
| Witten-Herbede Ortsteil Vormholz | Dietrich-Bonhoeffer-Haus           | 2006                    | 1971–72 erbaut, 2005 geschlossen, 2006 letzter Gottesdienst, verkauft, 2008 abgerissen                                                           |           |